# Harpalus innocuus
Harpalus innocuus är en skalbaggsart som beskrevs av Leconte. Harpalus innocuus ingår i släktet Harpalus och familjen jordlöpare. Inga underarter finns listade i Catalogue of Life.